# Graham Higman
Graham Higman (Louth, 19 de enero de 1917 - Oxford, 8 de abril de 2008) fue un matemático británico.

## Biografía
Nacido en el condado de Lincolnshire, hijo de un ministro metodista, su padre tuvo diversas destinaciones en Inglaterra hasta que en 1929 recaló en Plymouth, donde el joven hizo sus estudios secundarios. En 1934 obtuvo una beca para estudiar en el Balliol College de la Universidad de Oxford y, bajo la dirección de Henry Whitehead, obtuvo el doctorado en 1940 con una tesis que difiere notablemente del artículo que publicó con el mismo título. Durante la Segunda Guerra Mundial se declaró objector de conciencia y fue destinado al Servicio Meteorológico donde hizo de simple pronosticador.
En 1946, finalizada la guerra, fue nombrado profesor de la Universidad de Manchester en un importante departamento de matemáticas, dirigido por Max Newman y que incluía profesores como Bernhard Neumann, Alan Turing o Walter Ledermann. En 1955 volvió como profesor a la Universidad de Oxford, en la que fue nombrado catedrático Waynflete en 1960 al morir Henry Whitehead, cargo que mantuvo hasta su jubilación en 1984. Después de retirarse fue profesor visitante de la Universidad de Illinois durante dos años.
Higman trabajó especialmente en teoría de grupos haciendo aportaciones esenciales como la extensión HNN (1949, por Higman, Newmann y Newmann), la demostración de la existencia de grupos simples infinitos generados finitariamente (1951) o su teorema de incrustación (1961). Publicó más de cuarenta artículos científicos, doce de ellos citados numerosas veces.
Siempre fue, con su esposa, miembro activo de la iglesia metodista y, especialmente de la Wesley Memorial Chuch de Oxford en la que fue predicador hasta 2001, a pesar de sus creencias poco convencionales.

## Enlaços externos
- Esta obra contiene una traducción  derivada de «Graham Higman» de Wikipedia en catalán, publicada por sus editores bajo la Licencia de documentación libre de GNU y la Licencia Creative Commons Atribución-CompartirIgual 4.0 Internacional.

- Datos: Q979194